# Aeroportul Khatanga
Aeroportul Khatanga (IATA: HTG, ICAO: UOHH) este un aeroport din Krasnoiarsk, Rusia. Aeroportul a fost tranzitat în 2021 de 21.156 de pasageri.
Situat la o altitudine de 27 m, aeroportul dispune de 1 pistă.

## Infrastructură

### Piste
Aeroportul dispune de o singură pistă. Pista 06/24 are suprafața de beton și dimensiunile 2.729 m × 45 m. 